# Tsangyang Gyatso
Tsangyang Gyatso hay Thương Ương Gia Thố, Tibetan: ཚངས་དབྱངས་རྒྱ་མཚོ, Phiên âm tiếng Tây Tạng Wylie: tshangs-dbyangs rgya-mtsho, ZYPY: Cangyang Gyamco (倉央嘉措 hay Tsangyang Gyatso, (1 tháng 3 năm 1683- 15 tháng 11 năm 1706) là vị Đạt Lai Lạt Ma đời thứ sáu của Tây Tạng, ngoài ra còn được biết đến với tư cách một người sáng tác thơ.

## Cuộc đời
Tsangyang Gyatso sinh tại Mon Tawang (nay là Arunachal Pradesh, Ấn Độ) trong một gia đình nông dân nhiều đời là tín đồ Ninh-mã phái thuộc Phật giáo Tây Tạng. Năm 15 tuổi được các cao tăng Tây Tạng chọn tiến nhập cung điện Potala, tức là Đức Đạt Lai Lạt Ma đời thứ 6, có địa vị thủ lĩnh trong Chính giáo Tây Tạng, Gelugpa (hay Hoàng giáo), nhưng ông đã đi ngược lại các nguyên tắc của trường phái Gelugpa, muốn chối bỏ cuộc sống khắc khổ của một tu sĩ. Ông đã viết những bài thơ về Phật giáo, về tình yêu lãng mạn, không tuân thủ theo sắc giới của nhà Phật.
Sự mâu thuẫn giữa ông và triều đình Tạng ngày càng căng thẳng, lúc ấy người đứng đầu là Lha-bzang Khan, được sự chấp thuận của Khang Hy, đã bắt giữ ông. 28 tháng 6 năm 1706, Lha-bzang Khan truất phế Tsangyang và năm 1707, lập Ngawang Yeshey Gyatso, khi ấy 21 tuổi lên làm Đạt Lai Lạt Ma đời thứ 6. Phái Gelugpa và dân Tây Tạng chối bỏ sự áp đặt của Lha-bzang Khan và không công nhận Ngawang Yeshey Gyatso.
Trên đường bị áp giải về Bắc Kinh, Tsangyang đã viết một bài thơ nói về sự chuyển thế của mình sau đó biến mất bí ẩn vào 15 tháng 11 năm 1706 tại khu vực tỉnh Thanh Hải, Trung Quốc.
Về sự vắng bóng của ngài có nhiều sách, truyện viết khác nhau, nhưng tựu chung có những quan điểm như sau:
1. Đêm đó, ngài nói với quan sứ giả rằng: Thôi, để cho sóng yên biển lặng, tùy thuận nhân duyên, ta sẽ kết thúc tại đây, không làm Đạt Lai Lạt Ma đời thứ 6 nữa. Như vậy, ngươi chỉ việc tâu với triều đình là ta bạo bệnh mà ra đi. Sau đó ngài qua Mông Cổ, Ấn Độ hoằng dương Phật Pháp, sau đó, đến Nội Mông, nhận đệ tử, thọ 64 tuổi. Ngài được đệ tử dựng chùa lập am thờ tên là Quảng Tông tự, sau cách mạng văn hóa, chùa bị phá, xá lợi ngài bị đốt.
2. Ngài không về triều đình mà được bố trí đưa thẳng lên lên Ngũ Đài Sơn. Trong truyện Đạt Lai Lạt Ma đời thứ 13 có nhắc đến, ngài đã từng đến Ngũ Đài Sơn và đỉnh lễ dấu ấn của ngài đời thứ 6.
3. Ngài bị thế lực Mông Cổ ở Tây Ninh giết.

Trong lịch sử Văn học Tạng, ngài đã trở thành hiện tượng mà không phải là một người cá thể.
Sau đó, Kelsang Gyatso, sinh tại Lithang được chọn là Đức Đạt Lai Lạt Ma thứ 7 theo như gợi ý của Tsangyang để lại.

## Thơ ca
Trước tác lưu lại hậu thế của Ngài, đến nay vẫn còn nhiều tranh cãi, chính thức được xác minh chỉ có 66 bài thơ nổi danh trong văn học Tây Tạng. Đầu tiên nó được dịch sang tiếng Hán với tên "Tình ca". Sau đó tập thơ này được dịch ra hơn 10 thứ tiếng và đi vào làng thơ thế giới.Hiện nay tác phẩm của ông được bổ sung hiệu đính thành tuyển tập " Ca khúc của Đạt Lai Lạt Ma thứ VI (song ngữ Tạng – Anh)".